# Сознание (психология)
Сознание — это способность головного мозга воспринимать окружающую действительность.  Представление субъекта о мире и о своём месте в нём, связанное со способностью дать отчёт о своём внутреннем психическом опыте и необходимое для разумной организации совместной деятельности. Сознание является формой психической активности и элементом высшей нервной деятельности, основа которой — головной мозг. Существует мнение, что сознание — биологическая функция мозга человека, позволяющая индивиду получать некоторое представление об окружающем мире и самом себе. Механизм сознания сформировался в результате эволюции человека. Физиология этого механизма до конца не выяснена. Среди нейробиологов есть мнение, что сознание в той или иной степени присуще также ряду животных: млекопитающим, птицам, головоногим и др. Сознание — процесс познания. Сознание есть субъективный объемный образ объективного мира. Он обеспечивает ориентацию человека в мире и возможность саморегуляции его деятельности. Также важной функцией сознания является осознание человеком относительно себя самого — самосознание.
Самосознание  — осознание человеком относительно себя, своей личности (ее компонентов), своего организма (его компонентов) и своих действий, чувств, мыслей, мотивов поведения и т.д. 
Сознание — понятие, имеющее широкий спектр значений. Под сознанием может пониматься:
- состояние «бодрствования, вменяемости» предполагающее способность давать отчёт о своих переживаниях и действиях, и противоположное бессознательным состояниям — глубокому сну, обмороку, коме и т. п.;
- совокупность феноменов субъективного опыта, включающих в себя рефлексию, самоосознание;
- система определённых установок и представлений о мире[7];
- орган личности;
- ментальный процесс мозга;
- высшая форма психического отображения объективной реальности;
- свойство человеческого мозга

Академик Соколов Е. Н. определял сознание как «поток личных (субъективных) переживаний: смену образов, мыслей, намерений и чувств». «Сознание, возникающее в мозговых структурах, является сугубо личным достоянием, недоступным постороннему наблюдателю.»
Согласно культурно-историческому подходу, характерной особенностью организма человека является то, что промежуточным звеном между объективной реальностью и сознанием являются органы восприятия индивида, позволяющие строить объективные (реальные) представления о мире.
Предмет: Осознаваемые явления (ощущения, представления, чувствования, идеи) и акты
Представители: Вильгельм Вундт, Уильям Джеймс, Франц Брентано, Эдуард Бредфорд Титченер.  
Психология сознания не представляла собой целостного подхода. Скорее, она являлась конгломератом нескольких парадигм исследований, объединённых общим предметом и согласием во взгляде на психологию как на науку о «непосредственном опыте» (В.Вундт).

### Функциональная психология сознания[9]
Представители: Уильям Джеймс
Функциональная психология (англ. functional psychology) — направление в психологии США конца XIX — нач. XX в., объявившее предметом психологического исследования функции психических процессов, сознания в поведении, в приспособлении (адаптации) к среде, к практическим ситуациям.
Джеймс использовал метафору «поток сознания», которая фиксировала динамичность психических явлений. Соответственно и аналитическая интроспекция теряла эвристическую ценность: если остановить поток сознания, что имело в акте аналитической интроспекции, он терял свои свойства, превращался в мертвый «срез» реальности психической жизни. Цель психологии Джеймс полагал в изучении приспособительной функции сознания. Сознание по Джеймсу — это жизненно важная функция человека, живущего в сложной среде. Джеймс ввел «личностное» измерение сознания, считая, что сознательный опыт всегда переживается как «мой», как «принадлежащий мне».
Психология сознания заложила основы научной психологии как самостоятельной дисциплины. Неправомерно сужая класс психических явлений, ограничивая их только сознательным опытом, психология сознания тем не менее сформулировала многие законы функционирования психики, не опровергнутые и поныне.
Джеймсу сознание представлялось приспособительным актом, созданным природой для выживания в меняющихся условиях. Сознание, по У. Джеймсу, не плоскостная картинка, а некоторый изменчивый, непрерывный поток функциональных актов, остановить который можно только исходя из законов кратковременной памяти.
Поток обладает характеристикой ограниченности. Есть ещё важное свойство потока — выбор объектов, на который он направляется, селективность. Селективное свойство сознания и внимание по Джеймсу это одно и тоже. То есть, внимание это непрерывный, изменчивый, сугубо индивидуальный и избирательный поток. Физиологическими условиями внимания являются:
1. Возбуждение коркового (идеационного) центра путем внешнего чувственного раздражения формирует так называемую преперцепцию (антиципацию объекта внимания), что и является вниманием. Преперцепция (создание образа) является половиной перцепции (восприятия) искомого объекта. То есть, проще говоря, мы видим лишь те объекты, которые перцептируем.
2. Орган чувств должен быть приспособлен к наиболее отчетливому восприятию внешнего впечатления (посредством приспособления соответствующего мышечного аппарата). В случае приспособительных движений появляется органическое чувство напряжения внимания, которое рассматривается нами обыкновенно как чувство собственной активности. Поэтому всякий объект, способный возбудить нашу чувствительность, вызывает приспособление органов чувств и, следовательно, чувство активности, и возрастание ясности этого объекта в сознании.
Механизмы внимания по Джеймсу зависят от степени произвольности внимания. Непроизвольное внимание предполагает настройку органов чувств, сенсибилизацию, изменение системы кровообращения и т. д., то есть то, что имеет приспособительное к раздражителю значение для достижения его большей отчетливости. В случае произвольного внимания речь идет об идеационном центре, который формирует состояние готовности по отношению к среде, состояние преперцепции, ожидание нахождения и выбора слабого сигнала в условиях решения задачи.

### Структурная психология сознания[9]
Структурная психология (англ. structural psychology) термин, введенный Э. Титченером для обозначения своей психологии, противопоставлявшейся им функциональной психологии.
Представители: Вильгельм Вундт, Эдуард Бредфорд Титченер
Основными её авторами являются Вильгельм Вундт (1832—1920) и Эдуард Бредфорд Титченер (1867—1927).
Методом структурной психологии служит аналитическая интроспекция — описание переживаний в категориях элементов сознания.
Основной задачей психологии (по В.Вундту) является разложение непосредственного опыта сознания на элементы, выделение связей элементов друг с другом и определение законов этих связей. Элементы сознания — это ощущения, представления и чувствования.
Описание всех видов чувствований, в свою очередь, укладывается в трёхмерное пространство, которое состоит из координатных осей:
- удовольствия — неудовольствия;
- напряжения — разрядки;
- возбуждения — успокоения.

Основными процессами психики, результатом творческого синтеза которых и выступает сознание, являются процессы:
- процесс непосредственного отражения объективной действительности органами чувств (перцепции, или, что то самое восприятия)
- активного процесса, с помощью которого сознание реализует свой потенциал к самоорганизации на качественно ином, чем простая сумма его элементов, уровне и приводит к образованию осмысленных и упорядоченных совокупностей психических элементов (апперцепции).

Одновременно со структурной психологией Вундта развивалась теория актов сознания Франца Брентано (1838—1917). Главным предметом в ней было не содержание и структура сознания, а активность сознания. Брентано также пытался найти единицы психики, но обнаруживал их в элементарных психических актах. Свой фундаментальный труд «Психология с эмпирической точки зрения» Брентано выпустил в свет в 1874 году.
Под влиянием Вундта и Брентано в рамках психологии сознания возникло оригинальное направление — вюрцбургская школа, представители которой сконцентрировались на проблеме мышления.

## Психофизиология сознания
В нейробиологической модели сознания, предложенной Ф. Криком и К. Кохом, «нейроны сознания» находятся под влиянием сигналов ретикулярной формации ствола мозга и ретикулярной формации таламуса. Первая определяет глобальное сознание, и её отключение, инактивируя «нейроны сознания», приводит к бессознательному состоянию. Вторая образует «прожектор сознания», подсвечивающий определённый «модуль сознания» и делающий его объектом внимания. Перемещение «прожектора сознания» с одного модуля на другой обеспечивает смену объектов внимания.
Соколовым Е. Н. в рамках созданной им сферической векторной модели субъективных процессов, интегрирующей и описывающей корреляцию психофизических  и нейрональных уровней таких процессов, была предложена сферическая модель сознания, развивающая модель сознания Крика и Коха. В ней «нейроны сознания» и обслуживающие их нейроны образуют специализированные объединения разных модальностей. Обслуживающие нейроны образуют нейронные ансамбли (микросети). Под воздействием стимула в них возникает комбинация выходных возбуждений, которая может быть представлена вектором одинаковой длины для всех обрабатываемых данной нейронной микросетью стимулов. Эти вектора образуют сферу в многомерном пространстве, размерность которого определяется числом входящих в микросеть базисных нейронов предетекторов. Вектор возбуждения, возникающий в микросети этих нейронов, по параллельным каналам поступает на множество нейронов детекторов, обладающих специфической комбинацией входных синаптических контактов, которая может быть представлена вектором синаптических весов, равной длины для всех детекторов. Таким образом детекторы, по отношению к векторам весов входных синаптических контактов, также  образуют сферическую поверхность. Каждый из детекторов осуществляет скалярное умножение векторов приходящих возбуждений на вектора весов синаптических контактов. Поскольку вектора равны по длине, максимально возбуждается тот детектор, вектор весов синаптических связей которого коллинеарен и одинаково направлен поступившему вектору возбуждения. Так на сферической поверхности, образованной детекторами, возникает локальный фокус возбуждения, приводящий к возникновению специфического для данного детектора ощущения. Таким образом сферическая модель когнитивных процессов, объединяет ощущение как элемент сознания с его нейронным механизмом.

## Сознание и информация
Сознанию непосредственно доступна информация, содержащаяся в сенсорной памяти (сенсорных регистрах) и в кратковременной памяти, но оно не может изменять содержимое сенсорной памяти.
Кроме того, сознанию непосредственно доступны для исполнения  объекты процедурной памяти, содержащие  наработанные механизмы выполнения  ментальных операций (памяти, представления, воображения, мышления, внимания и других), обеспечивающих обработку сознанием содержимого сенсорной и кратковременной памяти и запоминание результатов этой обработки.
Усилия и процессы по сбору, накоплению, запоминанию и обработке информации, относящиеся к решению задач, в том числе творческих, предпринимаемые и реализуемые в области сознания, могут инициировать в бессознательном спонтанные процессы решения таких задач. Результаты функционирования этих процессов  могут стать доступны сознанию, в виде незаметного  сознанию их влияния на процессы обработки информации в сфере сознания и инсайтов интуиции.

### Сенсорная память
В сенсорную память поступает и хранится информация, возникающая под воздействием стимулов на органы чувств, после её обработки сенсорной системой, с помощью процессов восприятия. При этом сенсорные системы человека формируют и обрабатывают поток информации, скорость которого составляет около 11 миллионов бит в секунду. Обработка потока сенсорной информации сознанием не управляется и осуществляется на уровне бессознательного. В сенсорной памяти информация сохраняется после прекращения воздействия стимула. 
Временные характеристики функционирования наиболее изучены для сенсорной зрительной (иконической) и эхоической памяти. По времени хранения сенсорная зрительная и эхоическая память является ультракратковременной. «Эта система удерживает довольно точную и полную картину мира, воспринимаемую органами чувств. Длительность сохранения картины очень невелика, порядка 0,1 — 0,5 с».
Исследованием иконической памяти, её временных характеристик и объёма (максимального количества образов объектов, которое в ней может содержаться) занимался Джордж Сперлинг. Им было выявлено, что содержимое иконической памяти заполнялось зрительной информацией, воспринятой менее чем за одну секунду и очень быстро разрушалось (в течение нескольких сотен миллисекунд). Скоротечность изменения иконической памяти,  из-за разрушения старой  и наложения  новой информации,  существенно затрудняет измерение её объёма. Для точного определения ее емкости, Джордж Сперлингом (1963) разработал процедуру частичного отчета, с использованием в экспериментах кратких презентаций таблицы из 12 букв, расположенных в три ряда по четыре. С помощью этой процедуры Сперлинг смог показать, что емкость иконической памяти составляет приблизительно 12 единиц.
Эксперименты Сперлинга показали, что образ сигнала в иконическую память заносится за время не больше 50 миллисекунд, затухает по экспоненте с постоянной времени, равной примерно 150 миллисекунд и по истечении 0,5 с. от образа мало что остаётся. Основную часть потока сенсорной информации составляет визуальная информация — 10 миллионов бит в секунду. Исходя из скорости поступления и затухания информации объём иконической памяти может быть оценён в 1,5 Мбит.
Также  объектами сенсорной памяти, потенциально доступными сознанию являются: все её содержание в целом,  представляющее собой текущую общую целостную сенсорную картину  мира, образ всего  реального мира, как наибольшего его объекта, содержащего все остальные его объекты; отдельные сенсорные образы, содержащиеся в различных видах сенсорной памяти: визуальной, звуковой, тактильной, обонятельной, вкусовой; а также образы, представляющие собой различные сочетания одномодальных сенсорных образов: аудиовизуального, визуально-тактильного и т.п. Таким образом вся сенсорная память структурирована в виде иерархической системы объектов, выстроенной относительно отношения включения, в вершинах которой находятся сенсорные объекты образы мира, включая общий сенсорный образ, одномодальные и многомодальные сенсорные образы различных сочетаний. 
Сознанию потенциально доступны для оперирования, как объекты сенсорной памяти в целом, так и внутреннее их содержание. Например, общая визуальная картина мира, и образы, находящихся в ней людей, образ лица человека и отдельные части лица: глаза, лоб, нос, губы и т.д.
Все объекты сенсорной памяти, включая все  образы мира в целом, потенциально могут быть перемещены из сенсорной в кратковременную память и далее в долговременную. Такой перенос может быть осуществлен с разной детальностью и четкостью, определяемой характеристиками образов воспринятых объектов, способностями человека, его физическим и психическим состоянием, вниманием, видом (интерес, удивление, восхищение, страх и т.д.) и силой вызываемых образами эмоций, важностью для человека информации и другими факторами.
В максимальной своей детальности и четкости сенсорные образы мира называются эйдетическими, основу их в большинстве случаев образует визуальная картина, в них также могут и зачастую входят и другие сенсорные модальности (слуховые, тактильные, двигательные, вкусовые, обонятельные).

### Кратковременная память
В кратковременную память информация поступает из сенсорной памяти, после её обработки процессами восприятия, мышления и выделения вниманием, а также из долговременной памяти с помощью процессов (механизмов) целенаправленного (управляемого) и непроизвольного (спонтанного) вспоминания. Процессы восприятия и спонтанного вспоминания, поставляющие информацию в кратковременную память, управляются сознанием в не значительной степени, не прямо, а косвенно.
Её ёмкость весьма ограничена. Джордж Миллер во время своей работы в Bell Laboratories провёл опыты, показывающие, что ёмкость кратковременной памяти составляет 7±2 объекта (название его знаменитой работы гласит «Волшебное число 7±2»). Современные оценки ёмкости кратковременной памяти несколько ниже, обычно 4-5 объектов. Ёмкость кратковременной памяти может быть увеличена за счёт различных процессов группировки объектов («Chunking»).
Однако эти объекты памяти, являющиеся образами реальных объектов, формируемыми восприятием, либо ментальными объектами различного типа, создаваемыми при участии и в целом, под управлением сознания мышлением, воображением, интеллектом, интуицией, могут обладать значительным информационным содержанием. К объектам памяти такого рода относятся, например, визуальные образы: картин, видов природы, фотографий, людей, их лиц и т.д.; понятия, ментальные модели (например, математические, физические, химические или другие научные теории, таблица умножения, периодическая таблица элементов Менделеева и т.д.), схемы и т.п.  Объекты памяти могут содержать не только статические визуальные образы, но и динамические, например, визуальные образы некоторого события, прошедшего для человека не мгновенно, а за какую-то, не нулевую длительность, кинофильма, мультфильма, схемы технологического или природного процесса. При размещении в кратковременной памяти такие объекты памяти со статическим или динамическим содержанием могут иметь различную степень детальности и отчетливости и, соответственно, разные объёмы информационного содержания.  
В кратковременной памяти информация хранится около 20 сек., после 30 сек. след информации становится настолько хрупким, что даже минимальная интерференция разрушает его. Повторение сохраняет содержимое кратковременной памяти.

### Ментальные операции
Сознание видит, использует и обрабатывает, с применением многообразных интеллектуальных (ментальных) операций, мышления, воображения содержимое кратковременной памяти, как свою оперативную память, в которой собираются и сохраняются, в виде объектов, сведения, необходимые для решения текущей задачи. При этом, также могут  использоваться объекты сенсорной памяти и объекты, вызываемые из долговременной памяти. Объекты и интеллектуальные операции, с помощью которых сознание оперирует с ними, могут обладать сложной структурой и значительным информационным содержанием. Таковыми, например, могут быть объект, включающий образ воспринятый зрением вида местности, и объект с образом её топографической карты, и ментальные операции отождествления или сравнения их. 
Значительную часть ментальных операций, представляют собой наработанные, до той или иной степени автоматизма умения, включающие процедуры (навыки) обработки и переработки информации, хранящиеся как объекты процедурной памяти. Как и любые навыки, входящие в ментальные операции навыки, могут быть сформированы и уровень автоматизма их исполнения может быть повышен только с помощью выполнения упражнений. 
Ментальные операции не являются операциями в алгоритмическом смысле этого слова, хотя могут и содержать алгоритмические составляющие, входящие в свою очередь в процедурные составляющие операций. Результат (попытки) исполнения для истинной ментальной операции не является  однозначным. Результаты таких операций зависят от многих факторов, в том числе физического и психического состояния человека.
В разработанной модели способностей В.Д. Шадриков, на основе классификации по психическим процессам, в которые они включены выделяет следующие виды интеллектуальных (ментальных) операций,  которые сознание может использовать при обработке объектов памяти (ментальных объектов):
- интеллектуальные операции восприятия, памяти, мышления (группировка, структурирование, выделение опорных пунктов, классификация, систематизация, аналогии, перекодирование, сериация, ассоциации, достраивание, схематизация, построение мнемического плана, упорядоченное сканирование, повторение);
- интеллектуальные операции предметно-практического мышления (предметное манипулирование, различение, сопоставление, сравнение, анализ, синтез и т.д.);
- интеллектуальные операции понятийного мышления (абстрагирование, интеллектуализация понятий, раскрытие отношений, обоснование, категоризация и др.).

С помощью этих операций сознание используя исходные объекты памяти (ментальные объекты), с той или иной степени успешности, формирует новые объекты и осуществляет их запоминание.

### Взаимодействие сознания и бессознательного при обработке информации
“О неосознаваемых процессах, протекающих в организме, как предполагают некоторые учёные, сознание получает информацию с помощью эмоциональных сигналов”. Бессознательное содержит долговременную память, в эксплицитной компоненте которой,  с помощью процессов произвольного, управляемого сознанием, и непроизвольного запоминания, может быть  сохранено содержимое кратковременной памяти. Это содержимое,  впоследствии, с посредством процессов преднамеренного и спонтанного   вспоминания, может быть воспроизведено в кратковременной памяти и стать таким образом вновь доступным сознанию. 
В имплицитной памяти долговременной памяти сохраняются процедурные составляющие навыков ментальных операций, исполнение которые может быть инициирование сознанием.
Кроме того, сознание может, с различной степенью успешности, инициировать и воздействовать на процессы обработки информации, протекающие в бессознательном, в том числе подсознании. Такие процессы обладают значительно большей мощностью, чем интеллектуальные операции, хотя и ограниченны в применении логики, являющейся в целом прерогативой сознания. Однако такие процессы могут обеспечивать решение специфических, например, творческих задач.  Специфические, обладающими значительной мощностью,  процессы решения творческих задач могут инициироваться в подсознании спонтанно под воздействием усилий и процессов по сбору, накоплению, запоминанию и обработки информации, относящейся к решению задач, предпринимаемых и реализуемых в области сознания. Результаты функционирования этих процессов, впоследствии, могут стать доступными сознанию, в том числе в виде незаметного для сознания их влияния на процессы обработки информации в сфере сознания и инсайтов интуиции.
Известно, что существуют задачи, решение которых может осуществляться как на уровне сознания, логическим путём, так и инсайтно. Если процесс нахождения инсайтного решения (стадию инкубации) можно корректно описать, например, в терминах  Я. А. Пономарева  как переход в режим работы интуитивных, неосознаваемых, древних процессов поиска решения, то относительно причины такого перехода и его механизмов остаются вопросы, которые также требуют ответа.
Одной из основных нейронных сетей нервной системы, обеспечивающих взаимодействие сознания и процессов подсознания, в том числе при решении информационных, и, особенно, творческих задач, является сеть пассивного режима работы мозга (СПРРМ).
- СПРРМ обеспечивает гибкость мышления[25][26], отключение от режима целенаправленного решения задач по известным процедурам,  разветвление процессов решения, переключение внимания с одной задачи  на другую.
- Она способствует творческому самовыражению[27][28]. СПРРМ обладает способностью устанавливать связи между отдельными участками мозга, и таким образом, появляются уникальные ассоциации и осуществляется  развитие самобытности человека. Благодаря этому  обеспечивается возможность действовать спонтанно и непосредственно, то есть по импульсам подсознания.
- Она способствует более четкому проявлению смутных воспоминаний[29][30]. СПРРМ помогает задействовать память, лежащую за пределами границы внимания, процессы спонтанного вспоминания, извлечь из неё информацию, не извлекаемую другими способами.

### Оценки скорости обработки информации сознанием
По некоторым оценкам, непосредственно сознание обрабатывает информацию со скоростью примерно 60 бит в секунду.